# LibreSSL
LibreSSL — библиотека с реализацией протоколов SSL/TLS. Эта библиотека является продуктом команды OpenBSD, в рамках которого развивается форк OpenSSL, нацеленный на обеспечение высшего уровня безопасности. До основания форка была обнаружена уязвимость heartbleed в OpenSSL.
Из особенностей LibreSSL можно отметить ориентацию на качественную поддержку протоколов SSL/TLS с изъятием излишней функциональности, привлечением дополнительных средств защиты и проведением значительной чистки и переработки кодовой базы.
Проект OpenBSD разрабатывает нативную редакцию пакета LibreSSL собственно для OpenBSD и переносимую редакцию для Unix-подобных систем и Microsoft Windows.

## История
После того, как в OpenSSL была обнаружена уязвимость Heartbleed, команда разработчиков OpenBSD провела аудит кода и пришла к выводу о необходимости создания и поддержки собственного форка библиотеки. 11 апреля 2014 года был зарегистрирован домен libressl.org, а 22 апреля 2014 года объявлено о запуске проекта.
В течение первой недели разработчики удалили более 90000 строк кода на языке Си. Удалению подвергся устаревший или неиспользуемый код, также была убрана поддержка устаревших и редко используемых в наше время операционных систем. Первоначально планировалось разрабатывать библиотеку LibreSSL как замену OpenSSL в операционной системе OpenBSD 5.6, а после того, как облегченная библиотека станет достаточно стабильной, портировать её на другие платформы.
17 мая 2014 года на конференции 2014 BSDCan Боб Бек представил доклад "LibreSSL: Первые 30 дней и что ждёт нас в будущем", в котором были описаны результаты первого месяца разработки, внесённые изменения и обнаруженные проблемы.
5 июня 2014 были обнародованы некоторые уязвимости в OpenSSL. Хотя некоторым проектам сообщили об этих уязвимостях заранее, разработчики LibreSSL не были проинформированы; в результате Тео де Раадт обвинил разработчиков OpenSSL в преднамеренном сокрытии информации от проектов OpenBSD и LibreSSL.
20 июня 2014 компания Google создала ещё один форк OpenSSL под названием BoringSSL и объявила о намерении делиться патчами с проектом LibreSSL. По просьбе разработчиков LibreSSL компания Google изменила лицензию некоторых своих изменений на лицензию ISC. 21 июня Тео де Раадт объявил о планах по выпуску переносимой версии библиотеки LibreSSL-portable. 20 июня началось портирование кода на Linux, а 8 июля - на платформы OS X и Solaris.
11 июля 2014 года вышлая первая переносимая версия LibreSSL 2.0.0. За первым релизом быстро последовали версии 2.0.1 (13 июля), 2.0.2 (16 июля), 2.0.3 (22 июля), 2.0.4 (3 августа) и 2.0.5 (5 августа), в которых были исправлены многие недостатки первой переносимой версии.
28 сентября 2014 Тед Унангст представил доклад "LibreSSL: более чем 30 дней спустя", в котором описаны достижения, проблемы и изменения, сделанные за несколько месяцев после доклада Боба Бека на конференции BSDCan.
Начиная с версии 2.1.0,, вышедшей 12 октября 2014 года, скорость внесения изменений в LibreSSL существенно упала, а библиотека стала рабочей альтернативой OpenSSL. Большинство изменений в версиях 2.1.x являются устранением уязвимостей, найденных в OpenSSL.

### Использование
LibreSSL используется в качестве библиотеки по умолчанию для реализации TLS в следующих системах:
1. OpenBSD, начиная с версии 5.6[28]
2. Void Linux, начиная с 6 августа 2014 года[29] (23 февраля 2021 года произошёл обратный переход на OpenSSL[30])
3. PC-BSD, начиная с версии 10.1.2[31]
4. как альтернатива в OPNsense, начиная с версии 15.7[32]
5. OpenELEC, начиная с версии 6.0beta2[33]
6. OS X, начиная с версии 10.11 El Capitan[34]

## Изменения

### Работа с памятью
Некоторые из наиболее заметных и важных изменений связаны с заменой самописных функций по работе с памятью на функции стандартной библиотеки (например, strlcpy, calloc, asprintf, reallocarray и т.д.). Это позволит в дальнейшем находить ошибки, связанные с переполнением буфера, при помощи специальных инструментов анализа утечек памяти, а также исследовать сбои при помощи технологии ASLR, атрибута NX bit, «осведомителей» и т.п.
В логе системы контроля версий также наблюдаются исправления потенциальных двойных освобождений памяти. Также внесено множество дополнительных проверок на соответствие размеров параметров, преобразований между беззнаковыми и знаковыми переменными, проверок значений указателей и возвращаемых значений.

### Превентивные меры
В соответствии с общепринятыми практиками безопасного программирования, по умолчанию включены опции и флаги компилятора, направленные на обнаружение потенциальных проблем на этапе сборки (-Wall, -Werror, -Wextra, -Wuninitialized). Улучшена читаемость кода, что должно облегчить проверку кода в будущем. Исправление или удаление ненужных макросов и обёрток методов также улучшает читаемость кода и облегчает аудит.
В коде LibreSSL полностью устранена проблема 2038 года. Кроме того, для предотвращения удаления компилятором кода очистки памяти из оптимизированной сборки добавлены вызовы функций explicit_bzero и bn_clear, чтобы потенциальный атакующий не мог прочитать значения из ранее использованной памяти.

### Криптография
Небезопасная инициализация генератора псевдослучайных чисел начальными значениями была заменена на возможности, предоставляемые ядром операционной системы. Среди других существенных нововведений стоит отметить поддержку нового поточного шифра ChaCha и кода аутентификации сообщений Poly1305, а также более безопасного набора эллиптических кривых (кривые brainpool из RFC 5639, до 512 бит).

### Добавленные возможности
В первой версии LibreSSL были добавлены следующие возможности: поддержка алгоритмов ChaCha и Poly1305, эллиптические кривые Brainpool Архивная копия от 19 ноября 2015 на Wayback Machine и ANSSI Архивная копия от 8 декабря 2015 на Wayback Machine, AEAD-режимы шифрования AES-GCM и ChaCha20-Poly1305.
В последующих версиях появилось следующее:
- 2.1.0: Автоматические эфемерные ключи на эллиптических кривых[27]
- 2.1.2: Поддержка встроенного ГПСЧ arc4random на OS X и FreeBSD[41]
- 2.1.2: Переработана поддержка шифра ГОСТ
- 2.1.3: Поддержка ALPN[42]
- 2.1.3: Поддержка SHA-256 Camellia cipher suites
- 2.1.4: Поддержка TLS_FALLBACK_SCSV на стороне сервера[43]
- 2.1.4: certhash как замена скрипта c_rehash
- 2.1.4: X509_STORE_load_mem API для загрузки сертификатов из памяти (улучшенная поддержка chroot)
- 2.1.4: Экспериментальная сборка для Windows
- 2.1.5: Улучшения поддержки Windows, первые работающие 32- и 64-битные сборки[44]
- 2.1.6: Библиотека libtls объявлена стабильной и включена по умолчанию[45]
- 2.2.0: Поддержка AIX и Cygwin[46]
- 2.2.1: Добавлены эллиптические кривые EC_curve_nid2nist и EC_curve_nist2nid[47] из OpenSSL, первоначальная поддержка Windows XP/2003
- 2.2.2: Определена константа LIBRESSL_VERSION_NUMBER[48], добавлены методы TLS_* как замена методам SSLv23_*, поддержка сборки при помощи cmake.

### Старые небезопасные возможности
В первоначальной версии LibreSSL некоторые возможности были по умолчанию отключены. Реализация некоторых из этих возможностей была позднее удалена полностью, включая поддержку Kerberos, экспортного набора шифров, TLS сжатия, DTLS heartbeat, и SSL v2.
В более поздних версиях были дополнительно отключены следующие возможности:
- 2.1.1: После выявления уязвимости POODLE в устаревшем протоколе SSL 3.0, в LibreSSL этот протокол по умолчанию отключен[49].
- 2.1.3: Убрана поддержка цифровой подписи ГОСТ Р 34.10-94[40][42]
- 2.2.1: Удалена поддержка динамического движка и MDC-2DES[47]
- 2.2.2: Удалена поддержка SSLv3 из бинарника openssl, удалена поддержка Internet Explorer 6, движка RSAX.[48]
- 2.3.0: Полностью удалена поддержка SSLv3, SHA-0 и DTLS1_BAD_VER

### Убранные возможности
В первом релизе LibreSSL в OpenBSD 5.6 было удалено большое количество кода, который посчитали небезопасным, ненужным или устаревшим.
- В ответ на уязвимость Heartbleed, одной из первых удалённых возможностей была поддержка Heartbeat-пакетов[50]
- Поддержка ненужных платформ («классическая» Mac OS, NetWare, OS/2, VMS, 16-битная Windows и др.)
- Поддержка старых компиляторов
- Удалены движки IBM 4758, Broadcom ubsec, Sureware, Nuron, GOST, GMP, CSwift, CHIL, CAPI, Atalla и AEP вследствие неактуальности аппаратного обеспечения или зависимости от несвободных библиотек
- Генератор псевдослучайных чисел OpenSSL удалён (и заменён на arc4random)
- Макросы препроцессора Си, которые посчитали ненужными или небезопасными и которые были помечены как устаревшие ещё в OpenSSL (например, des_old.h)
- Старые ненужные файлы на языке ассемблера, Си и Perl (например, EGD)
- Поддержка MD2 и SEED
- SSLv3, SHA-0, DTLS1_BAD_VER

Алгоритм Dual EC DRBG, который подозревают в наличие бэкдора, также подвергся уничтожению. Также были удалены неиспользуемые протоколы и небезопасные алгоритмы, включая поддержку стандарта FIPS 140-2, MD4/MD5 J-PAKE, и SRP.

### Старые ошибки
Одной из причин критики OpenSSL является большое количество записей в системе отслеживания ошибок, которые остаются неисправленными в течение многих лет. Теперь эти старые ошибки исправляются в LibreSSL.

## Безопасность и наличие уязвимостей
LibreSSL оказалась не подверженной многим уязвимостям, найденном в OpenSSL после ответвления форка. Примечательно, что ни одна из найденных за это время в OpenSSL уязвимостей высокой степени не применима к LibreSSL.
|               | LibreSSL | OpenSSL | LibreSSL | OpenSSL |
| Классификация | 1.0.1    | 1.0.1   | 1.0.2    | 1.0.2   |
| ------------- | -------- | ------- | -------- | ------- |
| Критическая   | 0        | 0       | 0        | 0       |
| Высокая       | 0        | 4       | 0        | 2       |
| Средняя       | 14       | 25      | 12       | 17      |
| Низкая        | 4        | 11      | 3        | 6       |
| Итого         | 18       | 39      | 15       | 23      |